# Igreja Evangélica Valdense
A Igreja Evangélica Valdense (em italiano: Chiesa Evangelica Valdese ou CEV) é uma igreja valdense, parte constituinte da União das Igrejas Metodistas e Valdenses, presente na Itália e Suíça. É a mais antiga igreja protestante ainda existente em todo o mundo.

## História

### Origem
O Movimento Valdense surgiu no Século XII, através da pregação de Pedro Valdo.
Originalmente os valdenses foram conhecidos por adotar a doutrina da pobreza apostólica e eram chamados de "pobres de Lyon". Igualmente, foram caracterizados por rejeitar a autoridade dos bispos e a hierarquia da Igreja Católica Romana. Eles foram conhecidos por traduzir a Bíblia e pregar sem o consentimento das autoridades religiosas.
Em 1215, o Quarto Concílio de Latrão declarou que os valdenses eram hereges, os excomungado, o que levou a intensa perseguição do grupo religioso.

### Reforma Protestante
Com o advento da Reforma Protestante, os valdenses passaram a ser identificados como protestantes. Em 1532, na Conferência em Cianforan, os valdenses sobreviventes aderiram ao Calvinismo.
A Confissão de Fé Valdense foi produzida em 1655, reproduzindo as mesmas crenças da Confissão de Fé Francesa.

### Liberdade religiosa, fusão e migração
Em 1848, os valdenses conquistaram os direitos civis na Itália, podendo então praticar livremente a sua fé. 
A partir da migração de seus membros para a Argentina e para o Uruguai foi estabelecida a Igreja Evangélica Valdense do Rio da Prata, em 1858.
Em 1975, a igreja se uniu à Igreja Metodista da Itália para formar a União das Igrejas Metodistas e Valdenses. Todavia, as duas igrejas constituintes continuaram existindo dentro da união, de forma cada um delas faz parte de organizações internacionais de igrejas protestantes.

## Demografia
Em 2010, a igreja tinha 25.693 membros.
Em 2017, a Igreja Evangélica Valdense relatou ter 21.657 membros.

## Doutrina
A denominação afirma a Confissão de Fé Valdense. Além disso, permite a ordenação de mulheres e o casamento entre pessoas do mesmo sexo.

## Relações Inter-Eclesiásticas
A igreja é membro da Comunhão Mundial das Igrejas Reformadas. Além disso, a denominação está intimamente relacionada à Igreja Evangélica Valdense do Rio da Prata, com a qual realiza reuniões sobre assuntos teológicos.